# Ковч Іван Михайлович
Ковч Іван Михайлович (нар. 9 вересня 1932, с. Малий Любінь) — український поет, громадський діяч.

## Життєпис
Ковч Іван Михайлович народився 9 вересня 1932 року в селі Малий Любінь, нині Городоцького району, Львівської обл.
Закінчив чотири класи початкової школи в Малому Любені. Продовжив навчання у Великолюбінській середній школі.
Після закінчення школи у 1951 році був призваний до лав Радянської армії, в якій — у Московському та Прикарпатському військових округах, прослужив тридцять один рік.
В 1964 році закінчив юридичний факультет Львівського державного університету ім. Івана Франка.
Звільнившись в запас, з 1983 року працював, двадцять три роки, в середній школі с. Родатичі, Городоцького району на Львівщині, був керівником початкової військової підготовки учнів та викладав зарубіжну історію та історію України. 
З 2006 р. на заслуженому відпочинку. Проживає в м. Городок, Львівської області.

## Поетична діяльність

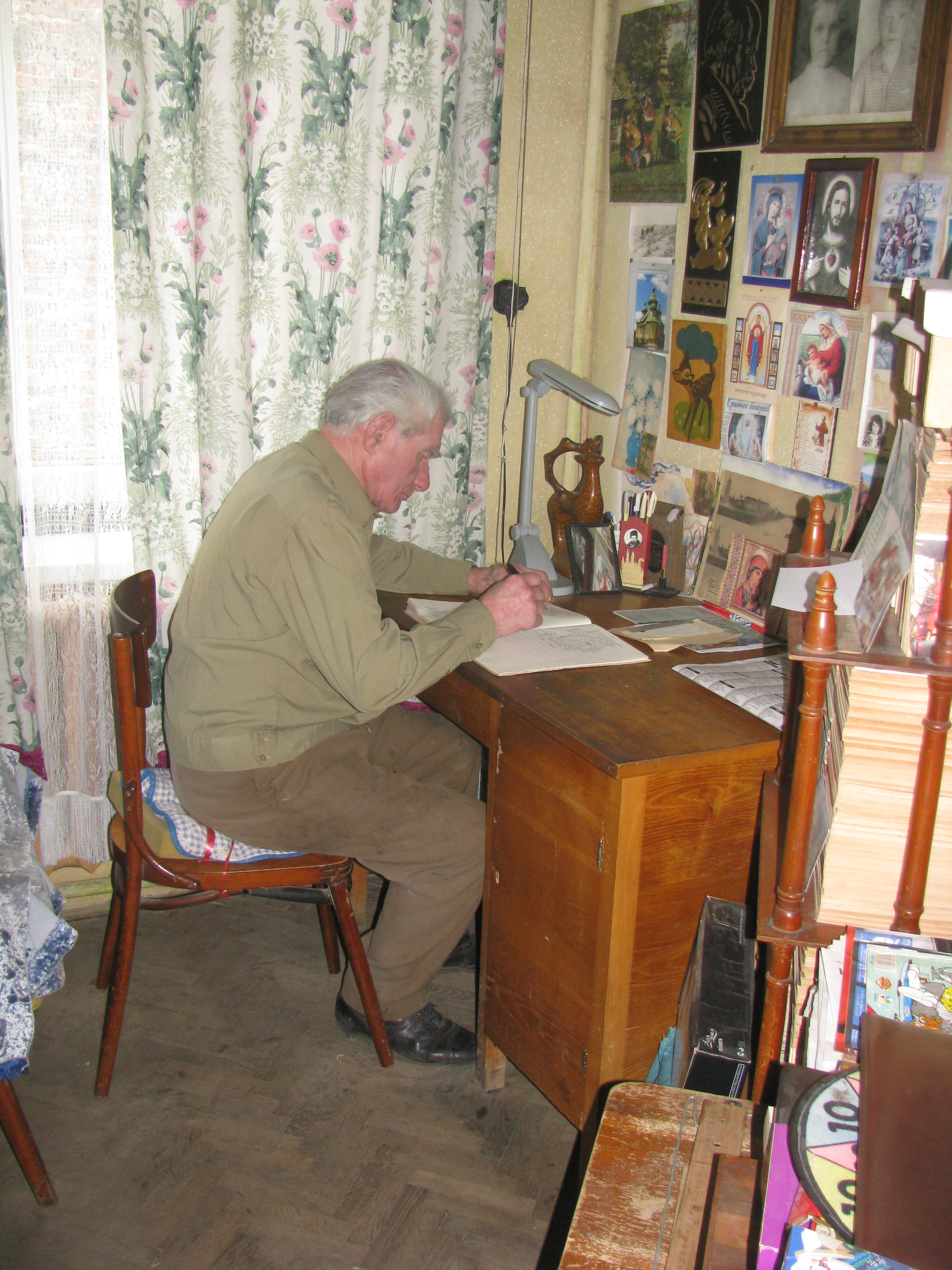
Іван Ковч дома, за роботою

Поезією зацікавився у 1946 році і відтоді й почав писати вірші.
Перші віршовані рукописи частково пропали, за невияснених обставин, під час військової служби в Москві.
Друкувався в газеті Московського військового округу, де проходив службу, та в районних газетах підмосков'я.
Один з його віршів, «Поселок Новый», написаний під час відрядження в Думінічах, Калузької області, надрукований в районній газеті „Ленинское знамя“ в 1959 році дав ім'я селищу, що почало тільки, розбудовуватись.
Вийшовши на пенсію продовжує, активно, свою поетичну діяльність
Входить до районного літературно-мистецького об'єднання «Джерело». Вірші «На хвилі споминів», Осінній смуток», «Зажура», «Закоханість у даль», «Знедолена святиня», «Послання Україні» входять до третьої збірки поезій учасників літературно-мистецького об'єднання «Джерело» — «Мережива радості й печалі»
Друкує свої поезії в районному часописі «Народна думка» Городоччини:
- Настанова[4]
- Довгий шлях у лабіринтах.[5]
- Пам'ять долі.[6]

та в газеті Городоцької міської ради «Голос Ратуші»:
- Лік істиної давнини.[7]
- Вічне горе і печаль.[8]
- І настане світла воля.[9]
- Дар Небес — і доля заяріла.[10]
- До Христового Різдва.[11]
- Святий Йордан.[12]

У 2012 році в видавництві «Сполом» виходить в світ збірка поезій «Роки засіяні віршами» в яку ввійшли поезіі написані упродовж 1951—2011 років.
|  | ... Його вірші – це філософські погляди на сьогоднішнє і майбутнє України, на відносини між людьми. Це – віддзеркалення сприйняття навколишнього світу, оточуючого людського та природного середовища. І хоч в окремих, особливо початкових віршах, відчувається деяка поетична недосконалість, та вона не применшує їх душевної щирості, бажання донести до читача найпотаємніші почуття. |

У 2013 році виходить збірка «Лірика», невелика за об'мом (48 сторінок) в яку війшли поезії присвячені родині поета. Це друге видання збірки, доповнене і доопрацьоване. Перше видання вийшло в 1998 році. Художнє оформлення і ілюстрації до поезій збірки — Любко Куновський і Леся Куновська.
Готується до друку збірка поезій «Вірші присвячені життю» (є електронна версія), в яку ввійшли поезії періоду 2011—2016 років.

## Громадська діяльність

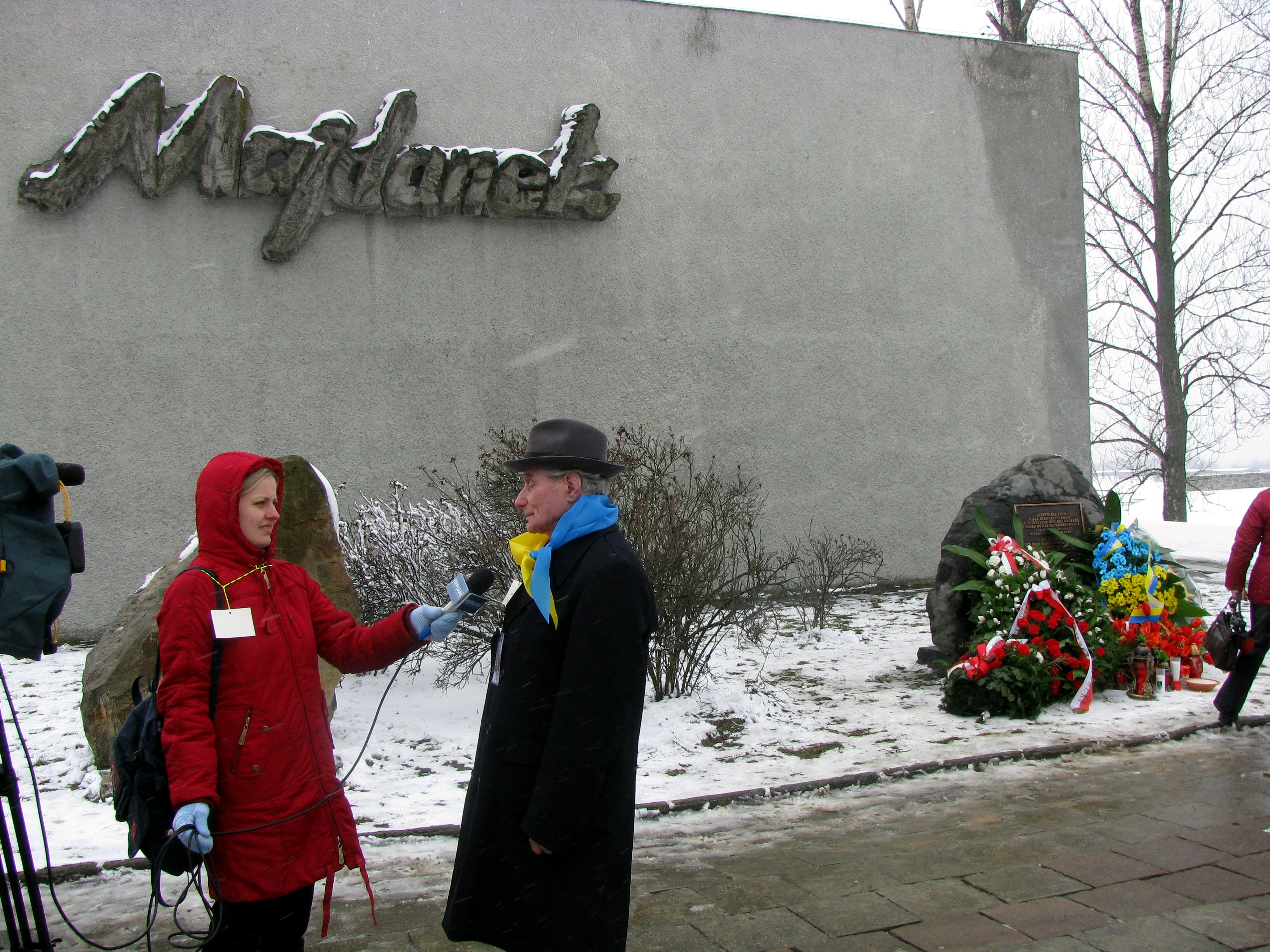
«Майданек». Іван Ковч дає інтерв'ю «першому національному».

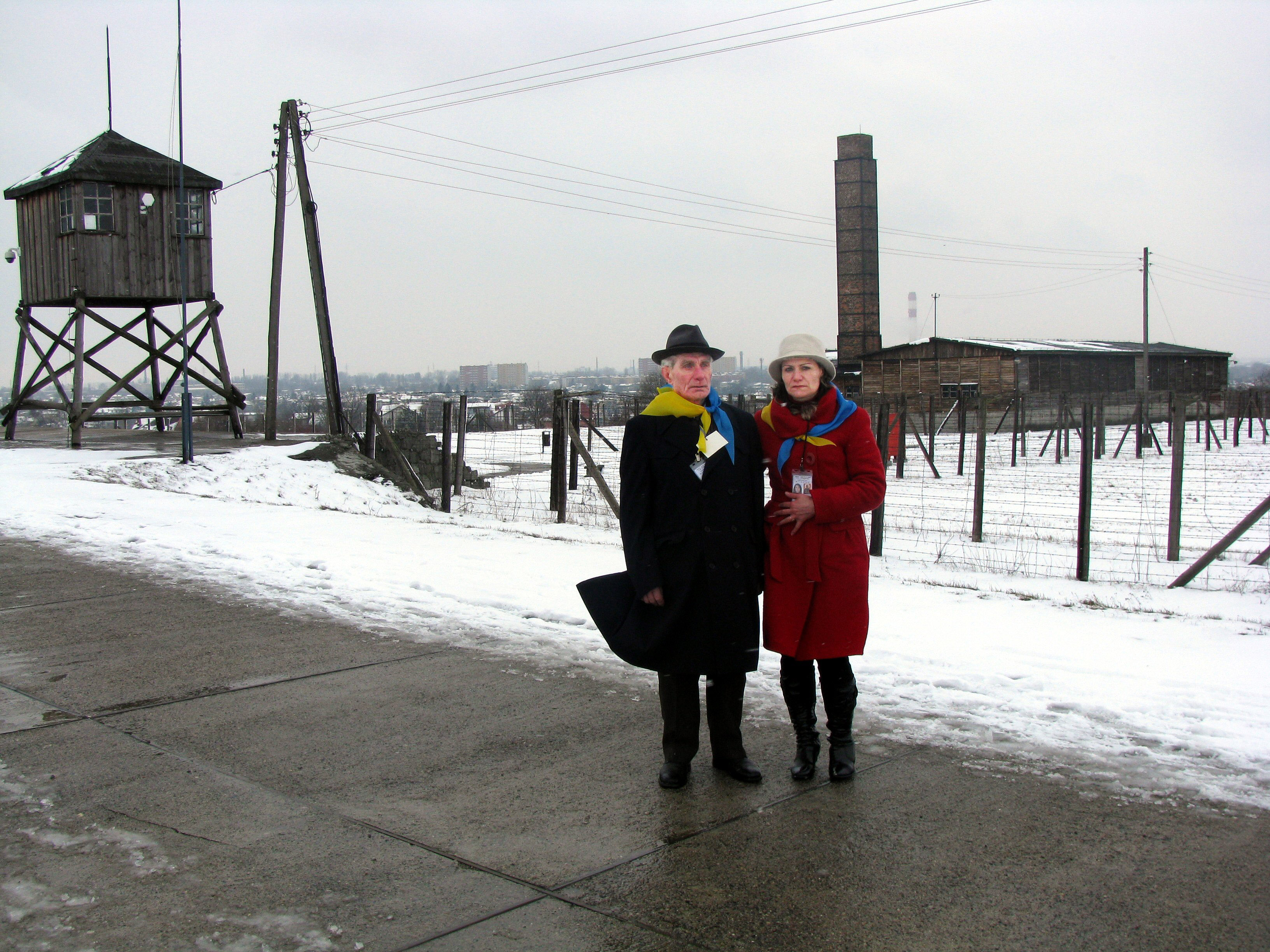
«Майданек». Іван Ковч з дочкою Зоряною.

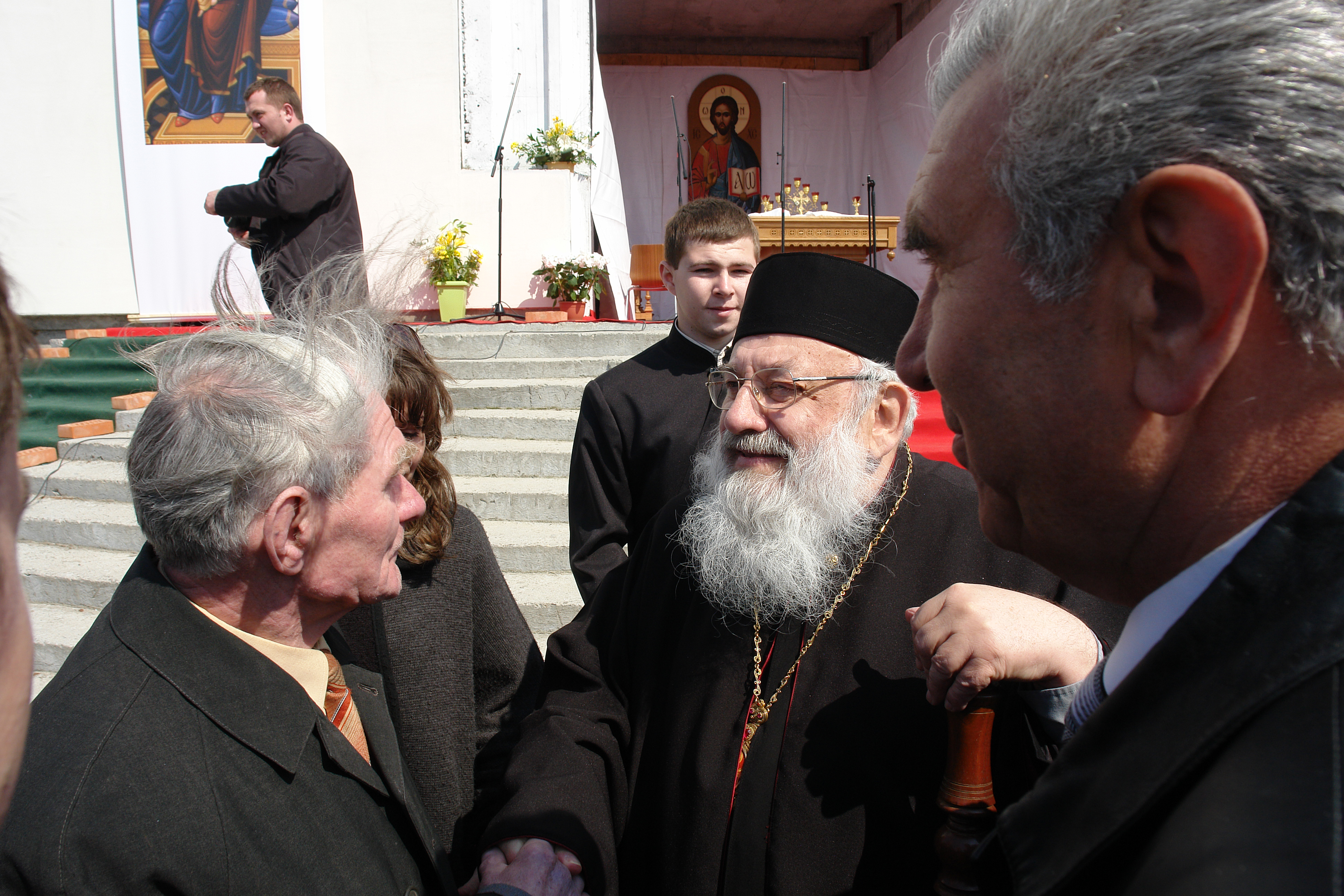
24 квітня 2009 р., Київ, урочисте проголошення бл. свщмч. Омеляна Ковча покровителем душпастирів УГКЦ. Іван Ковч і Блаженіший Любомир Гузар після урочистостей

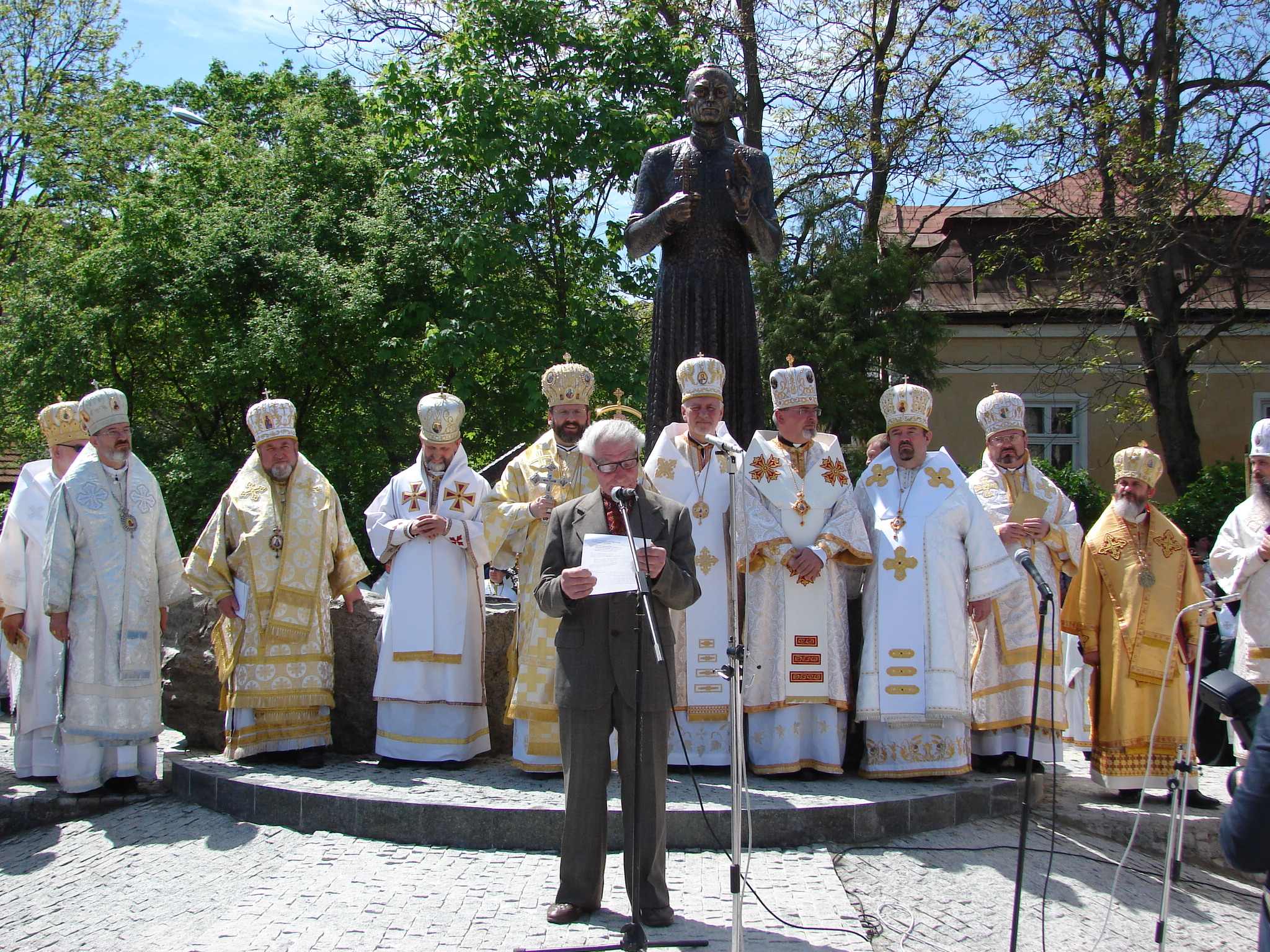
Перемишляни, відкриття памятника о. О.Ковчу. Іван Ковч читає вірш

Іван Ковч веде активну громадську діяльність. Його часто запрошують на історико-патріотичні заходи де він читає свої твори, присвячені цим подіям.
На запрошення голови комітету по вшануванню пам'яті блаженного священомученика о. Омеляна Ковча, Івана Васюника, бере участь в:
- прощі духовенства та мирян, організованої в березні 2009 року паломницькими центром «Джерела Духовності», Львівської архієпархії УГКЦ, (тепер — «Патріарший паломницький центр») до меморіального комплексу-музею «Майданек» (Польща), колишнього концентраційного табору «Майданек», з нагоди відкриття пам'ятної таблиці присвяченої о. Омеляну Ковчу, колишньому вязневі цього табору. На урочистості, присвяченій цій події, читає свою поему «У лабіринті сваволі».

|  | ...у Городку проживає племінник блаженного Омеляна Ковча – Іван Ковч, дідусь якого і батько отця Омеляна були рідними братами. Іван Михайлович пригадує, як 25 березня 2009 року побував на заходах із вшанування пам’яті видатного родича-духівника у колишньому концтаборі «Майданек» (Республіка Польща), де прочитав власну поему про о. Ковча «У лабіринті сваволі»... |

- Київ, 24 квітня 2009, в урочистостях присвячених проголошенню Блаженнішим патріархом Української греко-католицької церкви Любомиром Гузаром (за рішенням синоду єпископів УГКЦ), блаженного священномученика о. Омеляна Ковча покровителем душпастерів УГКЦ. До цієї події пише поему «Свята пам'ять вічна».

- Перемишляни, Львівщина, 11 травня 2012 р., в прощі духовенства і мирян з нагоди відкриття пам'ятника блаженному священомученику о. Омеляну Ковчу. Читає свій вірш «Одолені святителя шляхи», присвячений цій події.

|  | Гожого травневого дня невеличкий райцентр на Львівщині, місто Перемишляни зустрічав главу Української греко-католицької церкви блаженішого Святослава (Шевчука), митрополитів, єпископів, понад тисячу духівників УГКЦ і численні групи мирян. 11 травня там відбулася величава духовна подія: всеукраїнська проща духовенства церкви, Архієрейська Божественна Літургія та освячення відкриття пам'ятника блаженному священномученикові, покровителю душпастирів УГКЦ Омелянові Ковчу. (...) Зворушливого авторського вірша про свого родича Омеляна Ковча прочитав його внучатий племінник* ( дідо Івана Ковча – Іван Ковч і батько о. Омеляна Ковча – о. Григорій Ковч, були рідними братами), городківчанин Іван Ковч... |

Крім цього:
- с. Космач, 26 червня 2009 року на запрошення пароха с. Космач (Косівський район, Івано-Франківська область) о. Ігора Андрійчука в урочистій академії, присвяченій 125-й річниці від дня народження та 65-й річниці від дня мученицької смерті блаженного мученика о. Омеляна Ковча. На урочистості прочитав свій вірш «Колисала доля мрії в ялицях Карпат».
- с. Малий Любінь, Львівщина, 03 квітня 2011 р., в урочистостях по вшануванню пам'яті о. Григорія Ковча та його сина, блаженного свяшеномученика о. Омеляна Ковча.
- Городок, Львівська обл. Народний дім, 08 листопада 2011 р., в презентації збірки поезій «Мережива радості й печалі» Городоцького районного літературно-мистецького об'єднання «Джерело».[17]
- м. Городок, Львівська обл., 31 серпня 2012 рік., в урочистостях встановлення і освячення меморіальної дошки жертвам окупаційних режимамів.

|  | ...23 серпня свідомі краяни прийшли на освячення пам'ятної дошки присвяченої жертвам окупаційних режимамів, яке провели отці Іван Лупійв, Михайло і Назарій Греділі, Тарас Цікало, відслужили панахиду за закатованими (...) Зворушливого вірша, присвяченого відкриттю дошки, прочитав поет Іван Ковч. |

- с. Малий Любінь, Львівщина, 31 березня 2013 р., в урочистостях присвячених освяченню пам'ятної дошки о. Григорію Ковчу. Читає свій вірш «П'амять доля береже»:

|  | Минулої неділі, 31 березня у селі Малий Любінь на головному фасаді храму Пресвятої Трійці УГКЦ освячено меморіальну таблицю отцеві Григорію Ковчу - великому патріотові, капелану УГА, батькові блаженного священомученика о. Омеляна Ковча (...)Пам'ятна дошка встановлена на стіні храму в якому 31.03.1861 р. о. Григорій охрестився. Освячення згаданої таблиці здійснив настоятель малолюбінської церкви о. Богдан Тишкун. (...) Приурочений події – освяченню таблиці – вірш прочитав автор, городківчанин, племінник о. Омеляна – Іван Ковч... |

- м. Городок, Львівська обл., 04 жовтня 2013 р., в урочистостях присвячених 800-ї річниці м. Городок. Зачитав свій вірш «Лік істиної давнини», присвячений цій події.[7]
- Львів, театр ім. М. Заньковецької, 26 жовтня 2014 р., в урочистій академії з нагоди 25-річчя легалізації УГКЦ та вручення відзнак імені блаженного священомученика Омеляна Ковча[20]
- с. Добряни, Городоцького району на Львівщині, 30 листопада 2014 р., в урочистостях присвячених освяті пам'ятника Тарасові Шевченку. Читає власний вірш, написаний до цієї події.[21]
- Львівськомий Національний музей-меморіал «Тюрма на Лонського», 25 березня 2016 р., в поминальному заході до роковин смерті праведника світу — о. Омеляна Ковча.

|  | Під час меморіального заходу у «Тюрмі на Лонського» громадські діячі й активісти запалили лампади і поклали квіти до хреста на подвір’ї колишньої в’язниці. Було відправлено панахиду за о. О.Ковчем й іншими жертвами тоталітарних режимів. Слово мали родичі блаженного священомученика, зокрема племінник – городківчанин Іван Ковч, який прочитав власного вірша про отця Омеляна. |